# Speyside
Speysidewhisky är skotsk whisky från ett område som av whiskyindustrin definieras som whiskyregionen Speyside i Skottlands högländer.

## Whiskyns regioner
Normalt indelas skotsk maltwhisky i regionerna Lowlands, Highlands, Speyside, Islay och Campbeltown. (Karta över whiskyregioner.) Andra indelningar förekommer också, till exempel betraktas ibland öarna som en region som kallas Islands (dit då inte Islay räknas).
Gränsen mellan whisky som betecknas Highland och Lowland går längs en imaginär linje mellan Dundee och Greenock. Whiskyindustrins definition skiljer sig från den gängse definitionen enligt traditionell skotsk geografi, där gränsen mellan Highlands och Lowlands är annorlunda och går mellan Dumbarton och Stonehaven. Ursprungligen indelades whiskyn i Highland och Lowland baserat på olika skatteregler. 
I de skotska högländerna finns området Speyside, invid floden Spey, staden Campbeltown (på halvön Kintyre) och ön Islay, vilka räknas som egna whiskyregioner. 
Whisky från en region har ofta, men långt ifrån alltid, märkbara likheter i karaktären.

## Speyside
Speyside är en whiskyregion i skotska högländerna i närheten av ett flertal floder, bland annat Spey. Speyside har den största koncentrationen av whiskydestillerier i Skottland, ungefär hälften (ca 50) av destillerierna som tillverkar single malt whisky ligger här. Normalt har whisky från Highlands och Speyside ganska stor skillnad i smak. Whiskyn från Speyside är oftast lätt, elegant och utan större rökighet. Många av Skottlands mest kända whiskymärken kommer från Speyside, till exempel Glenfiddich, The Glenlivet, Glenfarclas och Macallan. Prefixet glen- förekommer ofta i Speyside och betyder dalgång. 
I området finns bland annat floderna Findhorn, Lossie, Livet, Avon, Spey, Bogie och Deveron. Bland destillerier är namn med "Glenlivet" populära och åtskilliga bindestrecks-Glenlivet finns, varav huvuddelen inte ligger vid floden Livet. 